# Richard Stallman
Richard Matthew Stallman (skraćeno rms, rođen 16. ožujka 1953.) je američki haker i programer, poznat kao tvorac GNU ideje, osnivač Free software foundationa, aktivist slobodnog softvera te tvorac najpoznatije licence za slobodni softver, GNU GPL, kao i nekolicine drugih.
Mnogi pogrešno vjeruju da je Richard Stallman začetnik ideje slobodnog softvera. Činjenica je, što Stallman kaže i sam, da je slobodni softver(v. BSD) postajao i prije od prvih dana informatike. Ipak, u vremenu kada se većina UNIXa pretvarala u vlasnički softver (prijelaz sa 70-ih na 80-te), Stallman je čvrsto odlučio suprotstaviti se tom trendu i dati poticaj slobodnom kodu, ne samo kao programer, nego i pravno, filozofski te medijski.

## MIT
Svoju programersku karijeru Stallman je počeo radom u Laboratoriju za umjetnu inteligenciju MIT-a tijekom studija na Harvardu. Na MIT-u je u to vrijeme postojala hakerska zajednica u kojoj se programski kod slobodno dijelio (MIT licenca), a koja se počela raspadati u trenutku kada su tvrtke prestale objavljivati izvorni kod svojih programa. Niz incidenata koji su rezultirali iz te činjenice, doveo je Stallmana do uvjerenja da korisnik mora imati slobodu mijenjanja izvornog koda programa koje koristi. Objavom projekta GNU (rekurzivni akronim: GNU's Not Unix – GNU nije Unix), započeo je rad na slobodnom UNIXoidnom operativnom sustavu, a pridružili su mu se mnogi programeri.
Godine 1983. otišao je iz MIT-a kako bi utemeljio Zakladu za slobodni softver (Free Software Foundation, FSF). U sklopu iste se danas bavi aktivizmom, a najutjecajniji je promotor slobodnog softvera te ostalih sloboda korisnika. Njegova golema energija vođena vjerom u to što radi pokrenula je mnoge programere i omogućila širenje slobodnog softvera.

## Zasluge
Stallmanovo najveće pravno ali i filozofsko postignuće je licenca GPL koja se danas koristi ne samo za Linuxovu jezgru nego i za većinu programa koji se koriste u svijetu slobodnog softvera. Osnovna ideja vodilja GPLa je očuvanje slobode softvera, što god se s tim softverom radilo.
Suautor je i mnogih drugih licenci od kojih su su najznačajnije LGPL (za biblioteke) i FDL (za slobodnu dokumentaciju, koristi ju i Wikipedija). Stallman je žestoki protivnik je tzv. vlasničkog (engl. proprietary) softvera jer smatra da su licence stvar slobode, a ne cijene (zarađivao je na svom slobodnom tekstualnom editoru Emacs).
Stallman također često predvodi kampanje Zaklade za slobodan softver, poput one protiv DRMa.

## Kontroverze
GNU sustav do danas nema vlastitu upotrebljivu jezgru, zbog čega se koristi u sprezi s Linuxom, a u novije vrijeme i s drugim jezgrama. Stallman i Zaklada za slobodan softver ne priznaju naziv Linux kao ime cijelog operacijskog sustava, te inzistiraju na nazivu GNU/Linux (ili GNU+Linux) jer smatraju da se tako daje potrebno priznanje GNU projektu. Većina poklonika otvorenog koda se ovome protivi smatrajući da takvo nazivlje ne samo da je nepraktično, nego i zakida ostale važne projekte poput X servera (v. (GNU)Linux: nesuglasice oko naziva).
Stallman također smatra prikraćivanje korisničkih sloboda neetičnim i zbog toga odbija koristiti bilo kakav vlasnički softver čak i ako on nema upotrebljivu alternativu (izradu alternativnih programa GNU projekt stavlja na listu prioriteta). Zbog svojih strogih stavova Stallman danas gubi podršku među mnogim korisnicima Linuxa, koji ga doživljavaju kao povijesno bitnu, ali zastarjelu figuru slobodnog softvera. Ovom trendu vjerojatno pridonosi i sve veća popularnosti Linuxa među bivšim ili trenutnim korisnicima neslobodnih operacijskih sustava koji prioritet pridodaju funkcionalnosti nad korisničkim slobodama, a i sve veći odmak od ideala pokreta slobodnog softvera u stavu vođa pokreta otvorenog koda, od kojih je najistaknutiji Linus Torvalds.